# Сиэтлийское викариатство
Сиэтли́йское (Сеаттлийское) викариа́тство — структурное и территориально-каноническое подразделение Сан-Францисской и Западно-Американской епархии Русской православной церкви заграницей; с 13 мая 2008 года управляется епископом Сиэтлийским Феодосием (Иващенко).
В 1935 году по примирении Северо-Американской митрополии с Русской Зарубежной Церковью, Епископ Тихон (Троицкий), прежде носивший титул Сан-Францисского и Западноамерианского, стал титуловаться Западно-Американским и Сеаттлийским.
После разрыва отношений митрополии с Зарубежной Церковью в ноябре 1946 году епархия пресеклась.
Возобновилась в 1962 году (или несколько позже).

## Епископы
Сеаттлийское викариатство Северо-Американской митрополии РПЦЗ
- Тихон (Троицкий) (ноябрь 1935 — ноября 1946)

Сиэттлийское викариатство Сан-Францисской епархии РПЦЗ
- Нектарий (Концевич) (11 марта 1962 — 6 февраля 1983)
- Кирилл (Дмитриев) (7 июня 1992 — 17 октября 2000)
- Феодосий (Иващенко) (с 7 сентября 2008)